# Szrenica
Szrenica é uma montanha das Montanhas dos Gigantes. Tem 1362 m de altitude e fica na fronteira Polónia-República Checa, na parte ocidental de Karkonosze e no Parque Nacional de Karkonosze. O seu nome provém da palavra polaca szron (gelada). Há uma estação meteorológica situada perto do cume. O pico está desflorestado, tanto no sul como no norte, pois é usado para esqui, com 5 pistas (1 preta, 1 azul e 3 vermelhas) que totalizam 12,9 km. 